# Aphelocoma ultramarina
Aphelocoma ultramarina là một loài chim trong họ Corvidae.